# Quắn hoa cuống dài
Quắn hoa cuống dài (danh pháp khoa học: Helicia longipetiolata) là một loài thực vật có hoa trong họ Quắn hoa. Loài này được Merr. & Chun miêu tả khoa học đầu tiên năm 1935.